# Телешиньский, Лешек
Лешек Телешиньский (пол. Leszek Teleszyński; род. 21 мая 1947) — польский актёр театра, кино, радио и телевидения.

## Биография
Лешек Телешиньский родился в Кракове. Актёрское образование получил в Государственной высшей театральной школе в Кракове, которую окончил в 1969 году. Актёр театров в Кракове и Варшаве, выступает в спектаклях польского «театра телевидения» (с 1971 года) и «театра Польского радио».
Его первая жена — актриса Ирена Щуровская.

## Избранная фильмография
- 1971 — Третья часть ночи / Trzecia część nocy
- 1972 — Дьявол / Diabeł
- 1974 — Потоп / Potop
- 1975 — Бенямишек / Beniamiszek
- 1976 — Прокажённая / Trędowata
- 1976 — Дагни / Dagny
- 1978 — Жизнь, полная риска / Życie na gorąco
- 1985 — Дом сумасшедших / Dom wariatów
- 1996 — Девочка Никто / Panna Nikt
- 1999 — Огнём и мечом / Ogniem i mieczem
- 2000 — Байланд / Bajland

## Признание
- 1993 — Золотой крест Заслуги.
- 2013 — Кавалерский крест ордена Возрождения Польши.